# Акудама Драйв
«Акудама Драйв» (яп. アクダマドライブ Акудама Дорайбу, Akudama Drive) — аниме-телесериал 2020 года в жанре киберпанк, созданный Studio Pierrot и Too Kyo Games. Действие аниме разворачивается в мрачном будущем в регионе Кансай. В центре повествования преступники, известные как «Акудама», которых преследует правительство, хотя один из преступников ― обычная женщина, назвавшаяся Акудамой, чтобы выжить. Сериал изначально транслировался с октября по декабрь 2020 года. По словам авторов, на сериал оказали влияние картины Квентина Тарантино, фильм «Бегущий по лезвию» 1982 года, а также визуальный роман Danganronpa Кадзутаки Кодаки. Критики приняли сериал в основном положительно, отмечая интересный сеттинг киберпанка, ярких персонажей и динамичный сюжет.

## Сюжет
В антиутопическом будущем Кансай становится вассалом Канто, проиграв в ядерной войне. В городе высокий уровень преступности, действует множество высококвалифицированных преступников, которых называют «Акудама», зарабатывающих на жизнь выполнением опасных (и часто противозаконных) заданий. С ними борется особое подразделение, членов которого называют Палачи. Полиция определяет виновность преступника и наказание за преступление, а Палачи его разыскивают и исполняют приговор.
«Акудама» получают сообщение от анонимного клиента с заданием освободить приговорённого к смертной казни преступника по прозвищу Маньяк до того, как он будет казнён. За задание обещано щедрое вознаграждение. Четверо Акудама соглашаются с условиями, проникают в штаб полиции и освобождают Маньяка. Однако после этого таинственный заказчик, появившийся в форме механической кошки, предлагает другое задание: проникнуть в синкансэн и украсть «ценный груз» из головной части поезда. Помимо 4 опытных Акудама и Маньяка, в дело оказываются вовлечены обычная женщина, арестованная за незначительное преступление и вынужденная притворяться опытной Мошенницей, и мелкий Хулиган, которого случайно освободили из тюрьмы вместе с Маньяком. Всем им приходится работать вместе, чтобы выполнить задание, пока их преследуют палачи.
В итоге Акудама, отбившись от палачей, захватывают хранилище, внутри которого находятся Брат, который и оказывается таинственным заказчиком, и Сестра. Это клоны, искусственно полученные на заводе в Кюсю; они обладают повышенной регенерацией, и их должны были преподнести в качестве дани Канто. Они предлагают Акудама новое задание: доставить их в безопасное место. Соглашаются все, кроме Хакера, решившего посмотреть Канто. По возвращении в Кансай на героев снова нападают палачи. Они захватывают Брата, Доктор предаёт группу, а Громила и Палач Мастер убивают друг друга; остальным удаётся бежать. Маньяк пытается убить Мошенницу, но в итоге Мошенница убивает его. Палачи везут Брата на железнодорожный вокзал, чтобы снова отправить его в Канто, но там их настигают Акудама, однако в итоге ситуацию под контроль берёт Доктор, взяв в заложники Палача Новичка и нейтрализовав Курьера. Однако её планы нарушает толпа, ворвавшаяся на вокзал. Хулиган и Доктор убивают друг друга, а Курьер, Мошенница и дети снова уезжают на поезде в Канто.
Канто оказывается безжизненным постапокалиптическим миром, все жители которого загрузили своё сознание в квантовый суперкомпьютер. Поскольку и этот компьютер подвержен физической деградации, Канто решил использовать Брата и Сестру, чтобы продлить своё существование. Хакер освобождает детей, обойдя файрволл, но система защиты уничтожает его. Дети, Мошенница и Курьер возвращаются в Кансай, но там палачи атакуют поезд ракетами. Мошенница пытается убедить палачей, что её записали в Акудама по ошибке, но её разоблачают и убивают, однако разговор и момент её смерти транслируются на весь город, что вызывает протесты. Используя создавшийся хаос, Курьер с детьми вырывается за пределы города, но при этом получает смертельное ранение. Курьер уничтожает преследовавших их 3 полицейских дрона, но сам умирает от ран, а дети добираются до убежища.

## Персонажи

### Акудама
- Обычная женщина (яп. 一般人 Иппандзин) / Мошенница (яп. 詐欺師 Сагиси)

Сэйю: Томоё Куросава.
Обычная женщина, работающая в центре печатей Кансай (аналог паспортного стола), арестованная за то, что не заплатила за еду, хотя у неё была монета, но она решила вернуть её Курьеру, уронившему её. После того, как она спасла Чёрную Кошку, ей пришлось притвориться преступницей по имени Мошенница, чтобы её не убили другие Акудама как свидетеля, и так она оказалась вовлечена в их дело.
- Курьер (яп. 運び屋 Хакобия)

Сэйю: Юитиро Умэхара.
Немногословный персонаж, который искусен в доставке любой посылки любому получателю, если ему за это заплатят. Курьер неплохо стреляет из своего длинного пистолета, также он может использовать в сражении свой тюнингованный мотоцикл, в который встроен мощный лазер с концентрированным лучом.
- Громила (яп. 喧嘩屋 Кэнкая)

Сэйю: Сюнсукэ Такэути.
Недалёкий, но невероятно сильный кулачный боец, предпочитающий решать все проблемы силой. Может выдержать удары, которые обычного человека сделают калекой.
- Хакер (яп. ハッカー Хакка:)

Сэйю: Сюн Хориэ.
В соответствии со своим прозвищем, способен проникнуть в любую систему, доступную удалённо. Управляет парой дронов, которые также могут действовать как оружие или превращаться в импровизированный ховерборд.
- Доктор (яп. 医者 Ися)

Сэйю: Мэгуми Огата.
Сексуальная и высококвалифицированная женщина-хирург и химик, способная мгновенно вылечить травмы, которые обычно заканчиваются смертью. Ей нравится держать в руках чужие жизни, и убивать она любит не меньше, чем лечить. Выглядит намного младше своих лет.
- Хулиган (яп. チンピラ Тимпира)

Сейю: Субару Кимура.
Тимпира, якудза низшего ранга, отбывавший четырёхлетний срок в тюрьме, откуда его случайно освободили другие Акудама во время похищения Маньяка. Хулиган пытается казаться более опасным преступником, чем он есть на самом деле. Единственный, кто поверил его хвастовству, ― это Громила, с которым они подружились.
- Маньяк (яп. 殺人鬼 Сацудзинки)

Сэйю: Такахиро Сакураи.
Безумный преступник, которого должны были казнить за убийство 999 человек. В начале сериала его освобождают другие Акудама. Одержим красным цветом, особенно кровью.

### Палачи
- Палач Мастер (яп. 処刑課師匠 Сёкэйка сисё:)

Сэйю: Акио Оцука.
Похожий на ниндзя высококвалифицированный палач, способный уничтожать даже самых опасных Акудама.
- Палач Ученица (яп. 処刑課弟子 Сёкэйка дэси)

Сэйю: Юмири Ханамори.
Ученица Мастера, сильная в рукопашном бою и умело обращающаяся с дзюттэ.
- Босс (яп. ボス Босу)

Сэйю: Ёсико Сакакибара.
Пожилая женщина, руководящая палачами.

### Другие персонажи
- Чёрная кошка (яп. 黒猫 Куронэко) / Брат (яп. 兄 Ани)

Сэйю: Маая Утида.
Мальчик, изначально управлявший роботизированной чёрной кошкой, через которую он отдавал поручения, и завербовавший Акудама для того, чтобы они освободили его и его сестру. Обладает даром регенерации (способен быстро восстанавливаться после очень серьезных ран). Чёрную кошку создал тот же учёный, что и Брата с Сестрой.
- Сестра (яп. 妹 Имо:то)

Сэйю: Кана Итиносэ.
Девочка, которую освобождают Акудама вместе с Братом. Как и брат, обладает даром регенерации.

## Список серий
| 1 | Se7en                     | Томохиса Тагути                                | Томохиса Тагути, Норимицу Кайхо                              | 8 октября 2020  |
| Преступники, известные как Акудама, получают задание по освобождению приговорённого к казни Маньяка, за что обещано щедрое вознаграждение. За задание берутся четверо: Курьер, Громила, Хакер и Доктор. Курьер теряет монету в 500 иен, Обычная женщина решает вернуть её ему, но, в результате серии случайностей с участием чёрной кошки, помогает Курьеру уничтожить полицейский дрон-танк и таким образом оказывается вовлечена в дело. Чтобы другие Акудама её не убили, она притворяется Мошенницей. В итоге Акудама освобождают Маньяка, а заодно и Хулигана по ошибке. |                           |                                                |                                                              |                 |
| 2 | Reservoir Dogs            | Ёсифуми Сасахара                               | Ёсифуми Сасахара, Томохиса Тагути, Норимицу Кайхо            | 15 октября 2020 |
| Роботизированная Черная кошка оказывается представителем заказчика и предлагает Акудама новое задание, за которое обещано еще более щедрое вознаграждение: проникнуть в синкансэн (скоростной поезд до Канто, которому некоторые граждане поклоняются как божеству) и украсть «ценный груз» из головной части поезда. Пока они обсуждают детали, на группу нападают Палач Мастер и Палач Ученик, и Акудама с трудом удаётся убежать. |                           |                                                |                                                              |                 |
| 3 | Mission: Impossible       | Хикару Мурата                                  | Ёсифуми Сасахара, Томохиса Тагути, Рё Морисэ                 | 22 октября 2020 |
| Акудама встречаются на заброшенном складе, где обсуждают детали нападения на синкасэн. Они едва успевают добраться до поезда до его отправления, но из-за недостатка времени на взлом системы внутрь идёт Мошенница, а не Хакер, как планировалось изначально. В итоге поезд начинает движение до того, как группа успевает взять груз и сбежать. |                           |                                                |                                                              |                 |
| 4 | Speed                     | Ёсинори Одака                                  | Томохиса Тагути, Норимицу Кайхо                              | 29 октября 2020 |
| В поезде на Акудама снова нападают палачи. Курьер и Громила пытаются задержать их, прикрывая отход группы к головной части поезда, но палачи оказываются сильнее. Доктор, Хулиган и Маньяк тоже остаются, чтобы помочь им. Когда Хакер и Мошенница достигают головного вагона и начинают взламывать замок «ценного груза», Чёрная кошка исчезает, оставляя печать, с помощью которой удаётся открыть хранилище. В Хранилище оказываются двое детей, Брат и Сестра, и выясняется, что Брат и был тем самым «таинственным заказчиком» и управлял Чёрной кошкой. |                           |                                                |                                                              |                 |
| 5 | Dead Man Walking          | Такуми Дояма                                   | Норимицу Кайхо, Ёсифуми Сасахара, Томохиса Тагути, Рё Морисэ | 5 ноября 2020   |
| С большим трудом группе удаётся победить палачей. Дети просят Акудама согласиться на ещё одну миссию: вернуть их в Кансай, пообещав вдвое большее вознаграждение. Хакер оставляет Мошеннице одного дрона и покидает группу, желая своими глазами увидеть неприступный Кансай, остальные соглашаются. Мошенница замечает, что Доктор хочет захватить детей. Хулиган сдружается с Громилой. |                           |                                                |                                                              |                 |
| 6 | Brother                   | Ёсифуми Сасахара                               | Ёсифуми Сасахара, Томохиса Тагути                            | 12 ноября 2020  |
| Ещё не оправившись от ран, Палач Мастер решает казнить Акудама любой ценой. Когда он их настигает, Маньяк использует Брата в качестве щита, но Мастер всё равно наносит тяжелые раны не только Брату и Маньяку, но и Доктору. Однако Доктор успевает очень быстро зашить раны, а Брат, как оказывается, обладает повышенной регенерацией, и все трое выживают. Маньяк ранит Палача, после чего все убегают, кроме Громилы, который решил драться с Палачом один на один. В результате они оба получают смертельные раны и умирают. К умирающему Палачу Мастеру приходит Ученица, а к Громиле ― Хулиган. Ученица нападет на Хулигана, но в итоге тот выходит победителем и лишает её глаза. |                           |                                                |                                                              |                 |
| 7 | The City of Lost Children | Хикару Мурата                                  | Хикару Мурата, Томохиса Тагути                               | 19 ноября 2020  |
| Хулиган возвращается к Акудама, которые узнают о происхождении детей. Изначально они были выведены искусственно на заводе в Кюсю, все остальные клоны в ходе жестоких испытаний умерли, но детям удалось выжить благодаря повышенной регенерации. После этого власти Кансай решили преподнести детей Канто в качестве дани. Дети выплачивают Акудама обещанное вознаграждение и сообщают, что хотят сбежать на Луну на ракете, спрятанной в заброшенном Лунапарке, но Доктор предаёт их и раскрывает их местонахождение палачам, после чего Босс сообщает, что Луна тоже была уничтожена во время войны, и детям некуда бежать. На них нападают палачи. В последовавшем хаосе Брат заставляет Мошенницу и Сестру залезть в ракету и защищает их, пока ракета стартует. |                           |                                                |                                                              |                 |
| 8 | Black Rain                | Юта Судзуки, Ёсифуми Сасахара, Томохиса Тагути | Томохиса Тагути                                              | 26 ноября 2020  |
| Ракета совершает аварийную посадку недалеко от города. Мошенница пытается купить еды с помощью печати, но система распознаёт её как Акудама, и им с сестрой снова приходится убегать. Хулиган и Доктор объединяются для поиска Брата. Ученице назначают нового напарника ― Палача Новичка. Мошенница и Сестра скрываются на заброшенном заводе, Мошенница коротко подстригает волосы, чтобы изменить внешность. Их находят бандиты, и Мошеннице удаётся расправиться с ними в одиночку. Их находит Курьер. Он отдаёт Сестре сумку, которую передал Брат. Мошенница предлагает Курьеру всё своё вознаграждение за предыдущие миссии за помощь в воссоединении Брата и Сестры, и Курьер соглашается. Место крушения ракеты находит Маньяк. |                           |                                                |                                                              |                 |
| 9 | The Shining               | Томохиса Тагути                                | Томохиса Тагути                                              | 3 декабря 2020  |
| Мошенница, Курьер и Сестра направляются к штабу палачей, чтобы вызволить Брата, но их перехватывает Маньяк, который, как оказалось, всё это время хотел убить Мошенницу. В итоге Мошенница убивает Маньяка, но палачи успевают убежать из штаба вместе с Братом. |                           |                                                |                                                              |                 |
| 10 | Babel                     | Хикару Мурата                                  | Томохиса Тагути                                              | 10 декабря 2020 |
| Мошенница, Курьер и Сестра преследуют палачей, везущих Брата на железнодорожный вокзал, туда же направляются Доктор и Хулиган. В городе вспыхивают беспорядки, поскольку граждане недовольны тем, что несколько особо опасных Акудама разгуливают безнаказанно, и решают ловить и наказывать их самостоятельно. Боссу удаётся убедить начальника полиции объявить всех бунтовщиков Акудама, после чего палачи начинают их убивать. На станции Мошенница, Курьер и Сестра настигают палачей, но в итоге ситуацию под контроль берёт Доктор, взяв в заложники Палача Новичка и нейтрализовав Курьера. Ей помогает Хулиган, приставив скальпель к горлу Мошенницы, но после того, как Доктор фактически признаётся в том, что нарочно позволила Громиле умереть от кровопотери, не заштопав его рану добротно, он меняет сторону. Неожиданно на станцию врывается толпа мятежников, и Доктор теряет контроль над ситуацией. Воспользовавшись моментом, Хулиган перерезает ей горло, но и она успевает перерезать горло ему в ответ, оба погибают. Брат, Сестра, Мошенница и Курьер оказываются внутри поезда, а палачи остаются снаружи. |                           |                                                |                                                              |                 |
| 11 | War Games                 | Ёсифуми Сасахара                               | Томохиса Тагути                                              | 17 декабря 2020 |
| Мошенница и Курьер оказываются заперты в своих воспоминаниях, но Хакеру удаётся вытащить их, используя общее воспоминание о монетке. Они оказываются в Канто, который представляет собой безжизненный постапокалиптический мир, в котором практически отсутствует гравитация, а все жители загрузили своё сознание в квантовый суперкомпьютер. Хакер слился с ним, однако сохранил свою индивидуальность. Но, поскольку и этот компьютер подвержен физической деградации, Канто решил загрузить свою базу данных в память бессмертных Брата и Сестры, чтобы продлить своё существование. Хакер освобождает детей, обойдя файрволл, но система защиты уничтожает его. Дети, Мошенница и Курьер возвращаются в Кансай, однако палачи сразу же атакуют синкансэн ракетами. |                           |                                                |                                                              |                 |
| 12 | Akudama Drive             | Томохиса Тагути                                | Томохиса Тагути                                              | 24 декабря 2020 |
| Дети, Мошенница и Курьер остаются живы, но Мошенница ломает ногу. Она убеждает Курьера выполнить последнее задание ― доставить детей в безопасное место за ту самую монету в 500 иен, которую курьер обронил в первой серии. Мошенница отвлекает внимание палачей и пытается убедить их, что её записали в Акудама по ошибке, но её разоблачают и убивают. Однако перед этим она с помощью дрона Хакера взламывает систему городских телеэкранов, и момент её смерти транслируется на весь город в течение часа, вызывая новые протесты, поскольку при подавлении предыдущих протестов было убито очень много гражданских. Курьера с детьми окружают около штаба палачей, однако толпа протестующих атакует штаб полиции, и в наступившем хаосе Курьеру с детьми удаётся вырваться, хотя он и получает смертельную рану. За пределами города Курьер отпускает детей и отдаёт им монету в 500 иен, а сам остаётся сражаться с тремя дронами, которые их преследуют. В итоге он уничтожает все 3 дрона, но умирает от ран, а дети благополучно достигают убежища.                                                                       |                           |                                                |                                                              |                 |

## Создание
Studio Pierrot и Too Kyo Games объявили о начале работы над аниме Akudama Drive в марте 2020 года. Черновик сюжета написал Кадзутака Кодака. Томохиса Тагути был назначен режиссёром, а Ёсифуми Сасахара — его помощником. Премьеру сериала отложили с июля на октябрь 2020 в связи с пандемией COVID-19.
Вступительную музыкальную тему «STEAL!!» для сериала написала группа SPARK!!SOUND!!SHOW!!, а завершающую тему «Ready» — группа Урасимасакатасэн. Сборник музыкальных композиций сериала был выпущен в продажу 23 декабря 2020 года.
Тагути был впечатлен работой Кодаки над Danganronpa, к тому же они оба были поклонниками фильмов «Бешеные псы» (1992), «Криминальное чтиво» (1994) и «Подозрительные лица» (1995). Они хотели создать аниме, действие которого происходит в мире киберпанка, с сюжетом, вдохновлённым фильмами Квентина Тарантино. Изначально аниме хотели назвать Akudama Seven по числу основных героев-Акудама. Под влиянием «Бешеных Псов» персонажей сериала также назвали псевдонимами, а не личными именами. Другими работами, повлиявшими на создателей сериала, были фильм Ридли Скотта «Бегущий по лезвию» (1982) и аниме Мамору Осии «Призрак в доспехах». Художественное оформление сериала было основано на уличных пейзажах Осаки 1960-х и 1970-х годов.

## Трансляция
Funimation получила права на трансляцию сериала за пределами Азии и транслировала его на своем веб-сайте в Северной Америке, на Британских островах, в Мексике и Бразилии, в Европе через Wakanim, и в Австралии и Новой Зеландии через AnimeLab. 2 декабря 2020 года Funimation объявила, что сериал будет дублирован на английский язык. Muse Communication получила права на трансляцию сериала в Юго-Восточной Азии. В США сериал транслировался через сервис Hulu.
В виде манги на японском языке Akudama Drive дебютировал в онлайн-сервисе Renta! издательства Papyles 7 июля 2020 года, автором адаптации был Рокуро Огаки. Английская и китайская версии вышли 9 октября.

## Отзывы и критика
| Зрительский рейтинг    | Зрительский рейтинг    | Зрительский рейтинг    |
| (на 24 апреля 2021 г.) | (на 24 апреля 2021 г.) | (на 24 апреля 2021 г.) |
| ---------------------- | ---------------------- | ---------------------- |
| Сайт                   | Оценка                 | Голосов                |
| AniDB                  | · ссылка               | 498                    |
| Anime News Network     | · ссылка               | 142                    |
| IMDb                   | · ссылка               | 1009                   |

Лорен Орсини из Anime News Network и Д. М. Мур из Polygon назвали Akudama Drive самым ожидаемым сериалом осени 2020 года. После премьеры сериал собрал множество положительных откликов фанатов и отзывов критиков, в которых говорилось о его сходстве с сериалом Кодаки Danganronpa и фильмом «Бегущий по лезвию». Ричард Эйсбенс из Biggest In Japan отметил Мошенницу и то, как она взаимодействует с остальными персонажами.
Антонио Мирелес из The Fandom Post написал рецензии на все серии сериала. Вначале Акудама показались ему «забавными» и стереотипными, чья опасность для общества была явно преувеличена, но затем некоторые из них раскрылись с неожиданной стороны и отношения между героями стали более сложными. Он особо отметил Доктора и Мошенницу, а развязку с гибелью всех главных героев посчитал логичным итогом. Повествование в целом он называет насыщенным и динамичным, несмотря на некоторое замедление в середине сериала, концовка в итоге получилась эффектной. Образ города-суперкомпьютера Канто он посчитал интересным, но недостаточно раскрытым. С точки зрения анимации Антонио отмечает высокое качество боевых сцен и возрастающий о серии к серии уровень насилия (в последних сериях некоторые особо кровавые сцены, по его мнению, подверглись цензурированию). Также он отмечает многочисленные отсылки к американским боевикам 80-х и 90-х годов.
Стив Джонс из Anime News Network написал рецензии на десять серий сериала, с третьей по двенадцатую. Акудама он сначала воспринимал как жестоких и кровожадных преступников, но постепенно они показывали и свои человеческие черты, а отношения между героями стали более сложными. Особо он отмечает трансформацию Мошенницы в настоящую Акудама и Доктора в суперзлодейку. Сюжет он называет динамичным, запоминающимся, с мрачными поворотами, отмечая многочисленные отсылки к серии игр Danganronpa, постапокалиптическому триллеру «Сквозь снег», фильму «Сияние» и другим. Образ Канто Стив назвал «очень удачным». С точки зрения анимации он отмечает красивую и смелую раскадровку и динамичные боевые сцены. Сериал в целом он называет «уникальным аниме-опытом» в дерзкой атмосфере киберпанка с многочисленными кинематографическими и политическими отсылками.
Сянвей Ву из CBR.com высоко оценил сериал. Он отмечает очень удачный сеттинг киберпанка в сериале. Запутанные симбиотические отношения между увядающим Кансаем и бесчеловечным Канто тщательно продуманы и выражаются даже в мелочах вроде «бесчеловечного» дизайна синкансэна. В сериале отчетливо прослеживается влияние фильма «Бегущий по лезвию» и произведений Квентина Тарантино: названия всех эпизодов, кроме последнего, являются отсылками к фильмам 80-х и 90-х годов. Наиболее заметно влияние фильма «Бешеные псы»: обе истории об ограблениях, и в обоих основные персонажи вместо имён имеют прозвища. У персонажей нет богатой предыстории, но зато все они являются яркими личностями, чьи характеры очень удачно сочетаются с профессией. Между персонажами постоянно присутствует напряжение; несмотря на свою стереотипность, персонажи остаются непредсказуемыми. Сюжет развивается стремительно и непредсказуемо, что отлично сочетается с характерами персонажей. Всё начинается как ограбление, которое затем превращается в боевик, временами переходящий в научно-фантастический детектив.
Читатели сайта Anime News Network назвали Akudama Drive 9-м лучшим аниме 2020 года. Akudama Drive также выиграл награды Anime Trending «Аниме года 2021» в категориях «Лучшее аниме», «Лучший оригинальный сценарий», а также «Лучшая научная фантастика и лучший детектив».